# Doble penetración

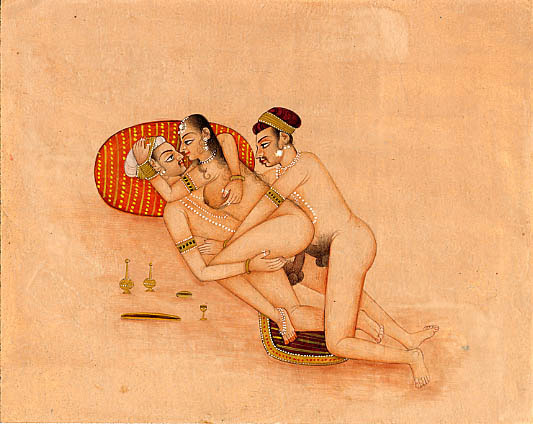
Ilustración de una mujer siendo penetrada doblemente en el Kama-sutra.

Doble penetración.

La doble penetración o penetración doble, es una práctica sexual que consiste en que dos personas penetran simultáneamente a una tercera. En el caso de que la persona penetrada sea una mujer, lo habitual es que la penetración doble se realice por el orificio vaginal y el ano. Es una práctica frecuente en el mundo de la pornografía.
La penetración puede llevarse a cabo no solo con el falo, sino con distintas partes del cuerpo (manos, dedos) o con juguetes sexuales específicos.
Puede denominarse doble penetración o sándwich. Recibe este último nombre, porque a pesar de que los penes de los dos hombres no se tocan, la pared que separa la vagina del recto es muy delgada.
La primera penetración doble grabada aparece en 1970, en la película Delphia the Greek, del director Lasse Braun.

## Higiene y prevención
La mucosa rectal es frágil y sensible a las infecciones por virus y bacterias. La mucosa absorbe las sustancias depositadas en el recto, fenómeno aprovechado para la administración de medicamentos como es el caso de los supositorios. Esta capacidad de absorción puede ser aumentada involuntariamente mediante una penetración profunda, que puede provocar pequeñas micro heridas y ocasionar hasta hemorragias. Por tanto, es un terreno propicio para la propagación de ETS (enfermedades de transmisión sexual), ya sean virales como el VIH (virus de inmunodeficiencia humano), el papiloma humano (VPH), hepatitis (a excepción de la hepatitis A) los herpes genitales y otras de causa bacteriana como la gonorrea o la sífilis, incluso en el caso de que no haya eyaculación. En consecuencia siempre se aconseja la práctica del sexo anal utilizando un condón.
No debe practicarse un coito vaginal ni una felación tras practicar sexo anal sin el lavado previo del pene con suficiente agua y jabón. Se evitarán de esta manera posibles infecciones en los genitales femeninos o en la zona bucal por bacterias de la flora del recto.
En la penetración doble se recomienda una preparación previa de los esfínteres mediante una dilatación paulatina combinada con el uso de lubricantes.

## Variantes
- Penetración vaginal doble en la que se introducen al mismo tiempo dos penes diferentes dentro de la misma vagina.[6]
- Penetración anal doble idéntica a la anterior, pero a través del ano. Es común en escenas de pornografía homosexual masculina sobre tríos con dos activos.
- Spit roast, recibe este nombre porque la mujer es penetrada oral y vaginalmente, es decir, por ambos extremos. También encontramos la penetración simultánea oral y anal, de ahí que la persona penetrada pueda ser hombre o mujer indistintamente. Esta última es frecuente en la pornografía homosexual.[7]
- Triple fill o full fill, realizar simultáneamente una «penetración doble» con una felación.
- Doble vaginal, doble anal (DVDA): Penetración simultánea de una mujer, anal (2 penes) y vaginalmente (2 penes). El término ganó popularidad al aparecer en la película Orgazmo de los creadores de South Park.
- Triple-Doble: Múltiple penetración de una única mujer con seis penes. Dos penes en la boca, en la vagina y el ano simultáneamente.

## Juguetes sexuales
Algunos consoladores se utilizan en relaciones sexuales de pareja a modo de prótesis, bien para alargar el tamaño del pene (como es el caso de las llamadas «fundas») o para ser empleado por parejas lesbianas. En el caso de la penetración doble, lo más habitual es el consolador doble para las parejas lesbianas o un consolador simple para aquellas parejas heterosexuales que quieren practicar la doble penetración sin necesidad de recurrir a terceros.
Otra variante de los anteriores son los arneses de penetración. Estos arneses, por lo general, están hechos de cuero y se colocan en la cadera como un cinturón mientras sostienen un consolador en la parte delantera. Algunos vienen con un agujero, rodeado de orificios más pequeños para tornillos, que permiten fijar el juguete sexual, así como la posibilidad de intercambiar los consoladores. Existe una variante específica para practicar la penetración doble, en la cual los arneses vienen con dos consoladores o dos tapones uno para la vagina y otro que se localiza un poco más abajo para el ano.
Asimismo, tanto una vagina artificial, como también un ano artificial, permiten que dos hombres penetren al mismo tiempo estos aparatos con el fin de obtener placer sexual y así también simular un trío.